# Pulo Tambo
Pulo Tambo is een bestuurslaag in het regentschap Pidie van de provincie Atjeh, Indonesië. Pulo Tambo telt 346 inwoners (volkstelling 2010).